# Герои Российской Федерации — Г
В настоящем списке представлены в алфавитном порядке Герои Российской Федерации, чьи фамилии начинаются с буквы «Г». Список содержит информацию о роде войск (службе, деятельности) Героев на время присвоения звания, дате рождения, месте рождения, дате смерти и месте смерти Героев.
 Серым цветом в таблице выделены Герои, награждённые посмертно. 
| №  | Фото | Фамилия Имя Отчество                        | Род войск, служба         | Годы жизни                         | Место рождения                                                     | Место гибели (смерти)                                     |        |
| -- | ---- | ------------------------------------------- | ------------------------- | ---------------------------------- | ------------------------------------------------------------------ | --------------------------------------------------------- | ------ |
| 1  |      | Габдрахманов, Раиль Наилович                | Бронетанковые войска      | род. 11 августа 1989               | с. Базарные Матаки, Алькеевский район, Татарская АССР, РСФСР       |                                                           |        |
| 2  |      | Гаврилов, Николай Федорович                 | ФСБ                       | род. 14 сентября 1958              | с. Янгличи, Чувашская АССР, РСФСР                                  |                                                           |        |
| 3  |      | Гаджиев, Гапал Шамильевич                   | МВД                       | 6 мая 1976 — 12 сентября 2010      | Махачкала, Дагестанская АССР, РСФСР                                | Махачкала, Дагестан                                       |        |
| 4  |      | Гаджиев, Гейдар Маликович                   | Генералитет               | 5 августа 1953 — 1 декабря 2001    | с. Харахи, Дагестанская АССР, РСФСР                                | Урус-Мартан, Чечня                                        |        |
| 5  |      | Гаджиев, Нухидин Омарович                   | Мотострелковые войска     | 1 сентября 1962 — 16 мая 1983      | с. Гениятль, Дагестанская АССР, РСФСР                              | ущелье Ганджгал, провинция Кунар, Афганистан              | [ 1 ]  |
| 6  |      | Гаджимагомедов, Нурмагомед Энгельсович      | Десантные войска          | 29 сентября 1996 — 24 февраля 2022 | с. Кани, Кулинский район, Дагестан                                 | Украина                                                   |        |
| 7  |      | Газимагомадов, Муса Денилбекович            | МВД                       | 1 мая 1964 — 4 апреля 2003         | с. Малые Варанды, Чечено-Ингушская АССР, РСФСР                     | Москва                                                    |        |
| 8  |      | Гайирханов, Магомед-Казим Магомед-Камилович | МВД                       | 16 апреля 1970 — 12 сентября 2010  | с. Шамхал-Термен, Дагестанская АССР, РСФСР                         | с. Комсомольское, Дагестан                                |        |
| 9  |      | Галиуллин Рашид                             | Пехота                    |                                    |                                                                    |                                                           |        |
| 10 |      | Галкин, Алексей Викторович                  | Разведка ГРУ              | род. 11 апреля 1970                | Черкассы, Черкасская область, Украинская ССР                       |                                                           |        |
| 11 |      | Галкин, Григорий Николаевич                 | Десантные войска          | род. 11 октября 1977               | с. Акшаут, Ульяновская область, РСФСР                              |                                                           |        |
| 12 |      | Галле, Александр Фридрихович                | ВВ МВД                    | 17 ноября 1976 — 18 мая 1996       | с. Садовое, Чуйская область, Киргизская ССР                        | ж/д Джалка — Ханкала, Чечня                               |        |
| 13 |      | Галушкин, Николай Иванович                  | Пехота                    | 22 января 1922 — 18 мая 2007       | Таганрог, Азово-Черноморский край, РСФСР                           | Кирово-Чепецк, Кировская область                          | [ 2 ]  |
| 14 |      | Гамзатов, Магомед Усманович                 | Пехота                    | 18 ноября 1918 — 16 апреля 2016    | аул Худук, Дагестанская область, РСФСР                             | Махачкала                                                 | [ 3 ]  |
| 15 |      | Ганус, Феодосий Григорьевич                 | Бронетанковые войска      | 1912 — 21 января 1943              | с. Сенокосное, Акмолинская область, Российская империя             | хут. Новая Надежда, Сталинградская область, РСФСР         | [ 4 ]  |
| 16 |      | Гапоненко, Павел Николаевич                 | Морская пехота            | 18 сентября 1961 — 26 мая 1995     | Лохвица, Полтавская область, Украинская ССР                        | с. Шали, Чечня                                            |        |
| 17 |      | Гармаш, Артём Владимирович                  | МВД                       | 29 марта 1982 — 15 сентября 2012   | Сочи, Краснодарский край, РСФСР, СССР                              | селение Хутрах, Цунтинский район, Дагестан, Россия        | [ 5 ]  |
| 18 |      | Гарнаев, Александр Юрьевич                  | авиация                   | род. 1 сентября 1960               | Жуковский, Московская область, РСФСР                               |                                                           | [ 6 ]  |
| 19 |      | Гаспарян, Андраник Саргисович               | Морская пехота            | род. 11 сентября 1983              | Ленинакан, Армянская ССР                                           |                                                           |        |
| 20 |      | Гейслер, Пётр Борисович                     | Мотострелковые войска     | 13 июля 1977 — 12 марта 2000       | Красноармейск, Кокчетавская область, Казахская ССР                 | с. Комсомольское, Чечня                                   |        |
| 21 |      | Гептнер, Эрик Георгиевич                    | авиация                   | 6 сентября 1907 — 1 июля 1944      | Москва, Российская империя                                         | Балтийское море                                           | [ 8 ]  |
| 22 |      | Герасимов, Вадим Сергеевич                  | Мотострелковые войска     | 11 августа 1985 — 8 марта 2022     | Котельниково, Волгоградская область, РСФСР                         | Украина                                                   |        |
| 23 |      | Герасимов, Валерий Васильевич               | Генералитет               | род. 8 сентября 1955               | Казань, Татарская АССР, РСФСР                                      |                                                           |        |
| 24 |      | Гербеков, Магомет Чомаевич                  | Артиллерия                | 14 сентября 1923 — 6 октября 1992  | аул Старая Джегута, Карачаево-Черкесская автономная область, РСФСР | Знаменка, Прикубанский район, Карачаево-Черкесия          | [ 9 ]  |
| 25 |      | Гердт, Александр Александрович              | Десантные войска          | 11 февраля 1981 — 1 марта 2000     | пос. Орджоникидзе, Кустанайская область, Казахская ССР             | высота 776, Чечня                                         |        |
| 26 |      | Гидзенко, Юрий Павлович                     | Лётчик-космонавт          | род. 26 марта 1962                 | с. Еланец, Николаевская область, Украинская ССР                    |                                                           | [ 10 ] |
| 27 |      | Гилемханов, Дамир Рашидович                 | Бронетанковые войска      | 21 сентября 1999 — 7 марта 2022    | Казань, Республика Татарстан                                       | Золотое, Северодонецкий район, Луганская область, Украина |        |
| 28 |      | Гимбатов, Магомед Гимбатович                | ФСБ                       | род. 1 декабря 1953                | с. Гергебиль, Гергебильский район Дагестан, РСФСР, СССР            |                                                           | [ 11 ] |
| 29 |      | Гиндеев, Баатр Александрович                | МВД                       | род. 25 июля 1969                  | пос. Аршан-Зельмень, Калмыцкая АССР, РСФСР                         |                                                           |        |
| 30 |      | Глухарёв, Виктор Яковлевич                  | авиация                   | 9 октября 1922 — 28 декабря 1978   | Павлово, Тульская область, РСФСР                                   | Москва                                                    | [ 12 ] |
| 31 |      | Гойняк, Алексей Николаевич                  | Силы специальных операций | 28 апреля 1984 — 19 сентября 2017  | Сальск, Ростовская область, РСФСР                                  | Сирия                                                     |        |
| 32 |      | Голаев, Джанибек Нанакович                  | авиация                   | 1 июля 1917 — 26 сентября 1943     | аул Хасаут, Кубанская область, Российская империя                  | Прилуки, Черниговская область, Украинская ССР             | [ 9 ]  |
| 33 |      | Головашкин, Александр Николаевич            | МВД                       | род. 4 декабря 1972                | пос. Ликино, Московская область, РСФСР                             |                                                           |        |
| 34 |      | Головин, Владислав Николаевич               | Морская пехота            | род. 1997                          | Киров                                                              |                                                           |        |
| 35 |      | Голубев, Иван Иванович                      | Генералитет               | 5 марта 1949 — 20 декабря 2003     | с. Троице-Татарово, Владимирская область, РСФСР                    | Москва                                                    |        |
| 36 |      | Голубятников, Святослав Николаевич          | Десантные войска          | род. 18 июля 1958                  | с. Татарка, Ставропольский край, РСФСР                             |                                                           |        |
| 37 |      | Гомбоев, Жаргал Баирович                    | Мотострелковые войска     | 4 октября 1975 — 15 февраля 2023   | Мыла, Закаменский район, Бурятская АССР, РСФСР                     | Украина                                                   |        |
| 38 |      | Горбенко, Валерий Михайлович                | авиация                   | род. 20 апреля 1946                | Энгельс, Саратовская область, РСФСР                                |                                                           |        |
| 39 |      | Горбоконенко, Павел Александрович           | Десантные войска          | погиб в 2023                       |                                                                    | Украина                                                   |        |
| 40 |      | Горбунов, Владимир Михайлович               | авиация                   | род. 14 июля 1946                  | Вятские Поляны, Кировская область, РСФСР                           |                                                           | [ 13 ] |
| 41 |      | Гордеев, Вадим Александрович                | ФСБ                       | 15 ноября 1971 — 6 января 2003     | Волгоград, Волгоградская область, РСФСР                            | Моздок, Северная Осетия                                   |        |
| 42 |      | Горин, Виталий Николаевич                   | Мотострелковые войска     | 9 июля 1977 — 8 января 1995        | с. Кручёная Балка, Ростовская область, РСФСР                       | Грозный, Чечня                                            |        |
| 43 |      | Горин, Сергей Борисович                     | Десантные войска          | 24 апреля 1990 — 8 марта 2022      | Подывотье, Севский район, Брянская область, РСФСР                  | Украина                                                   |        |
| 44 |      | Горобец, Валерий Валентинович               | Мотострелковые войска     | 29 апреля 1967 — 1 января 1995     | Одесса, Одесская область, Украинская ССР                           | Грозный, Чечня                                            |        |
| 45 |      | Горшков, Анатолий Петрович                  | ФСБ                       | 9 мая 1908 — 29 декабря 1985       | Москва, Российская империя                                         | Москва, СССР                                              |        |
| 46 |      | Горшков, Дмитрий Евгеньевич                 | МВД                       | 21 февраля 1972 — 10 сентября 1999 | Тула, Тульская область, РСФСР                                      | с. Чабанмахи, Дагестан                                    |        |
| 47 |      | Горюнов, Евгений Александрович              | авиация                   | 21 февраля 1930 — 31 августа 2008  | д. Яхново, Новгородская область, РСФСР                             | Жуковский, Московская область                             | [ 14 ] |
| 48 |      | Горячев, Сергей Евгеньевич                  | ВВ МВД                    | род. 4 сентября 1976               | Гаврилов-Ям, Ярославская область, РСФСР                            |                                                           |        |
| 49 |      | Гребёнкин, Дмитрий Михайлович               | ВДВ                       | 17 мая 1970 — 12 ноября 2001       | Выборг, Ленинградская область, РСФСР                               | Грозный, Чечня                                            |        |
| 50 |      | Греблюк, Константин Александрович           | ВДВ                       | род. 24 марта 1977                 | Калвария, Капсукский район, Литовская ССР                          |                                                           |        |
| 51 |      | Гречаник, Владимир Павлович                 | ВДВ                       | 12 октября 1960 — 8 сентября 1999  | Металлист, Луганская область, Украинская ССР                       | с. Гамиях, Новолакский район, Дагестан                    |        |
| 52 |      | Грибовский, Александр Прокофьевич           | авиация                   | 9 мая 1918 — 19 марта 1945         | Петроград, Российская Советская Республика                         | Балтийское море                                           | [ 15 ] |
| 53 |      | Григоревский, Михаил Валерьевич             | МВД                       | 28 февраля 1985 — 2 июля 2008      | с. Топчиха, Алтайский край, РСФСР                                  | с. Средние Ачалуки, Ингушетия                             |        |
| 54 |      | Григоренко, Семён Васильевич                | авиация                   | 7 мая 1916 — 7 июля 2016           | Балаклея, Харьковская губерния, Российская империя                 | Москва, Российская Федерация                              | [ 16 ] |
| 55 |      | Григоров, Сергей Иванович                   | Минобороны России         | род. 4 июня 1946                   | Тбилиси, Грузинская ССР                                            |                                                           |        |
| 56 |      | Григорьев, Дмитрий Викторович               | ВДВ                       | 6 ноября 1978 — 1 марта 2000       | д. Захарино, Псковская область, РСФСР                              | высота 776, Чечня                                         |        |
| 57 |      | Гриднев, Вадим Алексеевич                   | ВДВ                       | род. 29 сентября 1972              | Горловка, Донецкая область, Украинская ССР                         |                                                           |        |
| 58 |      | Грицко, Михаил Васильевич                   | ВМФ                       | род. 9 июня 1948                   | пос. Базанча, Кемеровская область, РСФСР                           |                                                           |        |
| 59 |      | Грицюк, Сергей Анатольевич                  | МВД                       | 8 апреля 1963 — 4 октября 1993     | с. Ковалевка, Николаевская область, Украинская ССР                 | Москва                                                    | [ 17 ] |
| 60 |      | Грищенко, Анатолий Демьянович               | авиация                   | 24 августа 1937 — 3 июля 1990      | Ленинград, РСФСР                                                   | Сиэтл, США                                                | [ 18 ] |
| 61 |      | Громов, Сергей Сергеевич                    | авиация                   | 1 февраля 1966 — 5 февраля 1995    | Кустанай, Казахская ССР                                            | Грозный, Чечня                                            |        |
| 62 |      | Груднов, Игорь Сергеевич                    | МВД                       | 2 декабря 1958 — 11 октября 2018   | Чистополь, Татарская АССР, РСФСР                                   | Хабаровск                                                 |        |
| 63 |      | Груздев, Евгений Петрович                   | Мотострелковые войска     | 4 апреля 1993 — 27 июня 2023       | Борзя, Читинская область                                           | Запорожская область, Украина                              |        |
| 64 |      | Гудков, Михаил Евгеньевич                   | Морская пехота            | 11 января 1983 - 2 июля 2025       | Новосибирск                                                        | Курская область                                           | [ 19 ] |
| 65 |      | Гуров, Игорь Владимирович                   | МВД                       | 6 мая 1970 — 6 марта 1996          | с. Новоеловка, Алтайский край, РСФСР                               | Грозный, Чечня                                            |        |
| 66 |      | Гусев, Никита Юрьевич                       | Мотострелковые войска     | 6 октября 1996 — 7 сентября 2022   | Зимняя Ставка, Нефтекумский район, Ставропольский край             | Украина                                                   |        |
| 67 |      | Гусляков, Георгий Иванович                  | Бронетанковые войска      | 14 января 1922 — 27 февраля 1998   | с. Большой Куналей, Бурятия, РСФСР                                 | с. Тарбагатай, Бурятия, Россия                            | [ 20 ] |
| 68 |      | Гутаров, Денис Владимирович                 | Бронетанковые войска      | 16 октября 1980 — 1 октября 2022   | Ярославль, РСФСР                                                   | Украина                                                   |        |
| 69 |      | Гущин, Андрей Юрьевич                       | Морская пехота            | род. 27 февраля 1966               | Выборг, Ленинградская область, РСФСР                               |                                                           |        |